# Wahlen zum Senat der Vereinigten Staaten 1796 und 1797
Die Wahlen zum Senat der Vereinigten Staaten 1796 und 1797 zum 5. Kongress der Vereinigten Staaten fanden zu verschiedenen Zeitpunkten statt. Die Wahl fand parallel zur Präsidentschaftswahl 1796 statt, in der John Adams gewählt wurde. Vor der Verabschiedung des 17. Zusatzartikels wurden die Senatoren nicht direkt gewählt, sondern von den Parlamenten der Bundesstaaten bestimmt.
Zur Wahl standen die zehn Sitze der Senatoren der Klasse I, die 1790 und 1791 für eine Amtszeit von sechs Jahren gewählt worden waren. Tennessee war 1796 als Staat in die Union aufgenommen worden und wählte zwei Senatoren, von denen einer ebenfalls der Klasse I angehörte. Außerdem standen vor der regulären Wahl zehn Nachwahlen an in Connecticut (beide Sitze, Klasse I und III), Georgia (Klasse III), Maryland (Klasse I), Massachusetts (beide Sitze, Klasse I und II), New Jersey (Klasse II), New York (Klasse III), South Carolina (Klasse II) und Vermont (Klasse I). In Georgia, wo der Gouverneur einen Föderalisten für einen ausgeschiedenen Republikaner ernannt hatte (heute meist Demokraten-Republikaner oder Jeffersonian Republicans genannt), konnten die Republikaner diesen Sitz zurückgewinnen. Der Sitz in Vermont ging von den Republikanern an die Föderalisten, ansonsten ergaben die Nachwahlen keine Änderungen in der parteipolitischen Zusammensetzung des Senats. Die Mehrheit der Föderalisten lag zum Ende des 4. Kongresses bei 21 zu 11.
Neun der Senatoren der Klasse I wurden wiedergewählt, darunter die vier kurz zuvor in Nachwahlen gewählten Senatoren. Nur einer davon war Republikaner, acht Föderalisten. Den Sitz in New York konnten die Föderalisten erobern, ein weiterer Sitz ging den Republikanern vorübergehend verloren, da das Parlament von Tennessee es versäumte, rechtzeitig einen Senator der Klasse I zu wählen. Damit stieg die Mehrheit der Föderalisten kurzzeitig auf 22 zu 9. Nach Beginn des 5. Kongresses fanden fünf weitere Nachwahlen in Maryland, Rhode Island, Tennessee (beide Sitze) und Vermont statt, wobei die Republikaner den vakanten Sitz zurückholen konnten, sonst änderte sich parteipolitisch nichts. Ende 1797 gab es damit wieder 10 Republikaner im Senat.

## Ergebnisse

### Wahlen während des 4. Kongresses
Die Gewinner dieser Wahlen wurden vor dem 4. März 1797 in den Senat aufgenommen, also während des 4. Kongresses.
| Staat          | Amtierender Senator     | Partei       | Nachwahl   | Datum         | Ergebnis                   | Neuer Senator     |
| -------------- | ----------------------- | ------------ | ---------- | ------------- | -------------------------- | ----------------- |
| Connecticut    | Oliver Ellsworth        | Föderalist   | Klasse I   | 12. Mai 1796  | von Föderalisten gehalten  | James Hillhouse   |
| Connecticut    | Jonathan Trumbull       | Föderalist   | Klasse III | 13. Okt. 1796 | von Föderalisten gehalten  | Uriah Tracy       |
| Georgia        | George Walton, ernannt  | Föderalist   | Klasse III | 20. Feb. 1796 | Zugewinn Republikaner      | Josiah Tattnall   |
| Maryland       | Richard Potts           | Föderalist   | Klasse I   | 28. Nov. 1796 | von Föderalisten gehalten  | John Eager Howard |
| Massachusetts  | George Cabot            | Föderalist   | Klasse I   | 16. Juni 1796 | von Föderalisten gehalten  | Benjamin Goodhue  |
| Massachusetts  | Caleb Strong            | Föderalist   | Klasse II  | 16. Juni 1796 | von Föderalisten gehalten  | Theodore Sedgwick |
| New Jersey     | Frederick Frelinghuysen | Föderalist   | Klasse II  | 12. Nov. 1796 | von Föderalisten gehalten  | Richard Stockton  |
| New York       | Rufus King              | Föderalist   | Klasse III | 9. Nov. 1796  | von Föderalisten gehalten  | John Laurance     |
| South Carolina | Pierce Butler           | Republikaner | Klasse II  | 8. Dez. 1796  | von Republikanern gehalten | John Hunter       |
| Tennessee      | neuer Staat             | neuer Staat  | Klasse I   | 2. Aug. 1796  | Zugewinn Republikaner      | William Cocke     |
| Tennessee      | neuer Staat             | neuer Staat  | Klasse II  | 2. Aug. 1796  | Zugewinn Republikaner      | William Blount    |
| Vermont        | Moses Robinson          | Republikaner | Klasse I   | 18. Okt. 1796 | Zugewinn Föderalisten      | Isaac Tichenor    |

- Republikaner bezeichnet Angehörige der heute meist als Demokratisch-Republikanische Partei oder Jeffersonian Republicans bezeichneten Partei.
- ernannt: Senator wurde vom Gouverneur als Ersatz für einen ausgeschiedenen Senator ernannt, Nachwahl nötig.

### Wahlen zum 5. Kongress
Die Gewinner dieser Wahlen wurden am 4. März 1797 in den Senat aufgenommen, also bei Zusammentritt des 5. Kongresses. Alle Sitze dieser Senatoren gehören zur Klasse I.
| Staat         | Amtierender Senator | Partei       | Datum         | Ergebnis                   | Neuer Senator     |
| ------------- | ------------------- | ------------ | ------------- | -------------------------- | ----------------- |
| Connecticut   | James Hillhouse     | Föderalist   | 1797          | wiedergewählt              | James Hillhouse   |
| Delaware      | Henry Latimer       | Föderalist   | 6. Jan. 1797  | wiedergewählt              | Henry Latimer     |
| Maryland      | John Eager Howard   | Föderalist   | 9. Dez. 1796  | wiedergewählt              | John Eager Howard |
| Massachusetts | Benjamin Goodhue    | Föderalist   | 15. Juni 1797 | wiedergewählt              | Benjamin Goodhue  |
| New Jersey    | John Rutherfurd     | Föderalist   | 1796          | wiedergewählt              | John Rutherfurd   |
| New York      | Aaron Burr          | Republikaner | 24. Jan. 1797 | Zugewinn Föderalisten      | Philip Schuyler   |
| Pennsylvania  | James Ross          | Föderalist   | 16. Feb. 1797 | wiedergewählt              | James Ross        |
| Rhode Island  | Theodore Foster     | Föderalist   | 1797          | wiedergewählt              | Theodore Foster   |
| Tennessee     | William Cocke       | Republikaner |               | von Republikanern verloren | vakant            |
| Vermont       | Isaac Tichenor      | Föderalist   | 18. Okt. 1796 | wiedergewählt              | Isaac Tichenor    |
| Virginia      | Stevens Mason       | Republikaner | 29. Nov. 1796 | wiedergewählt              | Stevens Mason     |

- Republikaner bezeichnet Angehörige der heute meist als Demokratisch-Republikanische Partei oder Jeffersonian Republicans bezeichneten Partei.
- wiedergewählt: ein gewählter Amtsinhaber wurde wiedergewählt.

### Wahlen während des 5. Kongresses
Die Gewinner dieser Wahlen wurden nach dem 4. März 1797 in den Senat aufgenommen, also während des 5. Kongresses.
| Staat        | Amtierender Senator    | Partei       | Nachwahl   | Datum         | Ergebnis                   | Neuer Senator     |
| ------------ | ---------------------- | ------------ | ---------- | ------------- | -------------------------- | ----------------- |
| Maryland     | John Henry             | Föderalist   | Klasse III | 8. Dez. 1797  | von Föderalisten gehalten  | James Lloyd       |
| Rhode Island | William Bradford       | Föderalist   | Klasse II  | 13. Nov. 1797 | von Föderalisten gehalten  | Ray Greene        |
| Tennessee    | William Cocke, ernannt | Republikaner | Klasse I   | 26. Sep. 1797 | von Republikanern gehalten | Andrew Jackson    |
| Tennessee    | William Blount         | Republikaner | Klasse II  | 26. Sep. 1797 | von Republikanern gehalten | Joseph Anderson   |
| Vermont      | Isaac Tichenor         | Föderalist   | Klasse I   | 17. Okt. 1797 | von Föderalisten gehalten  | Nathaniel Chipman |

- Republikaner bezeichnet Angehörige der heute meist als Demokratisch-Republikanische Partei oder Jeffersonian Republicans bezeichneten Partei.
- ernannt: Senator wurde vom Gouverneur als Ersatz für einen ausgeschiedenen Senator ernannt, Nachwahl nötig.

## Einzelstaaten
In allen Staaten wurden die Senatoren durch die Parlamente gewählt, wie durch die Verfassung der Vereinigten Staaten vor der Verabschiedung des 17. Zusatzartikels vorgesehen. Das Wahlverfahren bestimmten die Staaten selbst, war daher von Staat zu Staat unterschiedlich. Teilweise ergibt sich aus den Quellen nur, wer gewählt wurde, aber nicht wie.
Parteien im modernen Sinne gab es zwar nicht, aber die meisten Politiker der jungen Vereinigten Staaten lassen sich im First Party System der Föderalistischen Partei zuordnen, die Präsident Adams unterstützte, oder der Republikanischen Partei, die zur Unterscheidung von der 1854 gegründeten Grand Old Party meist als Demokratisch-Republikanische Partei oder Jeffersonian Republicans bezeichnet wird.

### Connecticut
Oliver Ellsworth, Senator für Connecticut seit 1789, trat am 8. März 1796 zurück, um Oberster Richter (Chief Justice of the United States) zu werden. Zu seinem Nachfolger für den Rest der Amtszeit wurde am 18. Mai 1796 James Hillhouse gewählt. 1797 wurde er für eine volle Periode von sechs Jahren wiedergewählt.
Jonathan Trumbull, seit 1795 Klasse-III-Senator für Connecticut, trat am 10. Juni 1796 zurück, um stellvertretender Gouverneur des Staates zu werden. Am 13. Oktober 1796 wurde Uriah Tracy zu seinem Nachfolger gewählt.

### Delaware
Henry Latimer, Senator für Delaware seit 1795, wurde am 6. Januar 1797 wiedergewählt. In der gemeinsamen Sitzung von Senat und Abgeordnetenhaus, bestehend aus sieben Senatoren und 15 Abgeordneten, erhielt er 16 Stimmen, sechs Stimmen entfielen auf David Hall, den späteren Gouverneur von Delaware.

### Georgia
James Jackson, Senator für Georgia seit 1793, war am 31. Oktober 1795 zurückgetreten. Zu seinem Nachfolger wurde am 16. November George Walton ernannt, im Gegensatz zu Jackson Föderalist. Am 20. Februar 1796 wurde Josiah Tattnall, ein Republikaner, für den Rest der Amtszeit gewählt, am 12. April trat er das Amt an.

### Maryland
Richard Potts, Senator für Maryland seit 1793, trat am 24. Oktober 1796 zurück, um ein Richteramt zu übernehmen. Am 28. November wurde John Eager Howard mit großer Mehrheit für den Rest der Amtszeit zu seinem Nachfolger gewählt. Am 9. Dezember 1796 wurde er dann für eine neue sechsjährige Amtszeit wiedergewählt.
John Henry, der seit 1789 Klasse-II-Senator für Maryland gewesen war, trat am 10. Juli 1797 zurück, um Gouverneur des Staates zu werden. Zu seinem Nachfolger wurde am 8. Dezember James Lloyd gewählt. Er hatte nur eine Stimme Mehrheit, wobei vier Abgeordnete, von denen angenommen wurde, dass sie seinen Gegner vorgezogen hätten, bei der Abstimmung abwesend waren.

### Massachusetts
Caleb Strong, Klasse-II-Senator für Massachusetts seit 1789, trat am 1. Juni 1796 zurück. Sein Klasse-I-Kollege George Cabot, Senator seit 1790, trat am 9. Juni ebenfalls zurück. Als Nachfolger von Strong wurde Anfang Juni Theodore Sedgwick gewählt. Im zweiten Wahlgang erhielt er 21 Stimmen im Senat und 86 Stimmen im Repräsentantenhaus. Edward Robbins, der Parlamentspräsident (Speaker), erhielt 5 Stimmen im Senat und 38 im Repräsentantenhaus, obwohl er seine Kandidatur zurückgezogen hatte. Einzelne Stimmen gingen an Levi Lincoln (2), Nathaniel Dane (1) und Thomson J. Skinner (1).
Für die verbleibenden neun Monate der Amtszeit von Cabot wurde am 11. Juni Benjamin Goodhue gewählt. Im ersten Wahlgang am 10. Juni hatte Edward Robbins eine Mehrheit im Repräsentantenhaus erhalten, im Senat erhielt jedoch Goodhue die Mehrheit, so dass ein zweiter Wahlgang am Folgetag nötig wurde, in dem Goodhue auch im Repräsentantenhaus eine Mehrheit erhielt. Am 15. Juni folgte die Wahl für die am 4. März 1797 beginnende volle Amtszeit. In den ersten beiden Wahlgängen erhielt wiederum Robbins eine Mehrheit im Repräsentantenhaus, Goodhue eine im Senat, so dass ein dritter Wahlgang erforderlich war, in dem Goodhue gewählt wurde.

### New Jersey
Frederick Frelinghuysen, Klasse-II-Senator für New Jersey seit 1793, trat im November 1796 zurück. Am 12. November wurde Richard Stockton ohne Gegenstimmen zu seinem Nachfolger für den Rest der Amtszeit gewählt. John Rutherfurd, Senator seit 1791, wurde 1796 wiedergewählt.

### New York
Rufus King, Klasse-III-Senator für New York seit 1789, trat am 23. Mai 1796 zurück, um Botschafter in Großbritannien zu werden. Am 9. November wurde John Laurance fast einstimmig zu seinem Nachfolger für den Rest der Amtszeit gewählt, eine einzige Stimme im Repräsentantenhaus ging an Zephaniah Platt. Aaron Burr, republikanischer Senator seit 1791 und späterer Vizepräsident der USA, bewarb sich erfolglos um eine Wiederwahl. Zu seinem Nachfolger wurde am 24. Januar 1797 der Föderalist Philip Schuyler gewählt, der New York schon 1789 bis 1791 im Senat vertreten hatte. Schuyler wurde fast einstimmig gewählt, eine Stimme ging an James Kent, einen bekannten Juristen.

### Pennsylvania
James Ross, Senator für Pennsylvania seit 1794, wurde am 16. Februar 1797 wiedergewählt. Er erhielt 41 Stimmen im Repräsentantenhaus des Staates, 15 im Senat, sein republikanischer Gegenkandidat William Irvine, früherer Abgeordneter im Repräsentantenhaus der USA, erhielt 30 Stimmen im Repräsentantenhaus und 8 im Senat. Sieben Abgeordnete und ein Senator enthielten sich.

### Rhode Island
Theodore Foster, einer der beiden ersten Senatoren für Rhode Island seit 1790, wurde 1797 wiedergewählt. Sein Klasse-II-Kollege William Bradford, Senator seit 1793, trat im Oktober 1797 zurück. Für den Rest seiner Amtszeit wurde am 13. November Ray Greene gewählt.

### South Carolina
Pierce Butler, Klasse-II-Senator für South Carolina seit 1789, trat am 25. Oktober 1796 zurück. Zu seinem Nachfolger für die restliche Amtszeit wurde am 8. Dezember John Hunter gewählt. Er erhielt 72 Stimmen, sein Gegenkandidat John Chestnut 66.

### Tennessee
Tennessee trat am 1. Juni 1796 als 16. Staat den Vereinigten Staaten bei. Als erste Senatoren wurden die Republikaner William Cocke und William Blount gewählt, die ihr Amt am 2. August 1796 antraten. Cocke erhielt den Sitz der Klasse I, seine Amtszeit endete am 3. März 1797, Blount den der Klasse II mit der Amtszeit bis zum 3. März 1799. Das Parlament von Tennessee versäumte es, rechtzeitig für den 5. Kongress eine Wahl für den Klasse-I-Sitz abzuhalten, so dass dieser kurzzeitig vakant war. Am 22. April 1797 wurde Cocke vom Gouverneur zu seinem eigenen Nachfolger ernannt.
Am 8. Juli wurde Blount seines Amtes enthoben, da er geplant hatte, mit indianischer Hilfe eine britische Eroberung von Westflorida zu ermöglichen, da nach der Niederlage Spaniens gegen Frankreich befürchtet wurde, der freie Zugang zum Mississippi für amerikanische Händler könne beschränkt werden, wenn das Gebiet an Frankreich fiele. Am 26. September stimmte das Parlament von Tennessee über beide Senatssitze ab. Für den Sitz der Klasse II bewarb sich nur Joseph Anderson, der einstimmig für die verbleibenden eineinhalb Jahre gewählt wurde. Cocke trat erneut für seinen Senatssitz an, erhielt aber nur 13 Stimmen. Gewählt wurde mit 20 Stimmen der spätere Präsident Andrew Jackson.

### Vermont
Moses Robinson, Senator seit 1791, dem Beitritt Vermonts zur Union, trat am 15. Oktober 1796 zurück. Zu seinem Nachfolger für den verbleibenden Rest der Amtszeit und für die am 4. März 1797 beginnenden Amtsperiode wurde Isaac Tichenor gewählt. Dieser trat ein Jahr später am 17. Oktober 1797 zurück, um Gouverneur des Staates zu werden. Am 13. November 1797 wurde Nathaniel Chipman zu seinem Nachfolger gewählt.

### Virginia
Der Republikaner Stevens Mason, Senator für Virginia seit 1794, wurde am 29. November 1796 wiedergewählt. Er erhielt 114 Stimmen, sein föderalistischer Gegenkandidat James Breckinridge erhielt 60 Stimmen.